# Clifton Jones
Clifton Jones (* 26. Juli 1937 in Saint Andrew, Jamaika; † 4. Juni 2025) war ein britischer Schauspieler.

## Leben
Jones begann seine Karriere Ende der 1950er Jahre. Nachdem er in der Seifenoper Emergency – Ward 10 bereits 1959 in einer im Abspann nicht genannten, kleineren Rolle zu sehen gewesen war, erhielt er dort 1961 die Rolle des Dr. Jeremiah Sanders. Als dieser trat er ein Jahr lang auf, als erster farbiger Schauspieler in einer wiederkehrenden Rolle im britischen Fernsehen.
Seine größten Erfolge hatte er in den 1960er und 1970er Jahren. Jones trat in zahlreichen, auch im deutschsprachigen Raum erfolgreichen britischen Serienproduktionen in Gastrollen auf, so in Geheimauftrag für John Drake, Jason King, Die 2 und Die Profis. Bekanntheit beim Fernsehpublikum erlangte er durch die Serie Mondbasis Alpha 1, in der er in der ersten Staffel den David Kano darstellte. Bei einer großangelegten Neubesetzung der zweiten Staffel verlor er jedoch wie viele andere Schauspieler sein Engagement.
Zu seinen Leinwandauftritten zählen kleine Nebenrollen etwa in Anthony Asquiths Filmdrama Hotel International neben Hollywoodstars wie Elizabeth Taylor und Richard Burton sowie im Musikfilm Joanna an der Seite von Donald Sutherland und Christian Doermer. 1968 agierte er neben Richard Attenborough und David Hemmings in Basil Deardens Abenteuerkomödie Nur über eine Leiche und in Peter Collinsons Actionfilm Wer zuletzt lebt, lebt am besten an der Seite von Geraldine Chaplin und Donald Pleasence. 1975 stand er in der Filmbiografie The Great McGonagall mit Peter Sellers vor der Kamera. Seine einzige Arbeit als Synchronsprecher war Watership Down – Unten am Fluss, für diesen Film sprach er 1978 die Rolle des Blackavar.
In den 1980er und 1990er Jahren wurden seine Auftritte rar. Erwähnenswert sind der Fantasyfilm Sheena – Königin des Dschungels, in dem er den König Jabalani darstellte, sowie eine kleinere Rolle in John Baileys Thriller China Moon, sein letzter Schauspielauftritt.

## Filmografie (Auswahl)

### Film
- 1963: Hotel International (The V.I.P.s)
- 1968: Joanna
- 1968: Nur über eine Leiche (Only When I Larf)
- 1972: Wer zuletzt lebt, lebt am besten (Innocent Bystanders)
- 1978: Watership Down – Unten am Fluss (Watership Down)
- 1984: Sheena – Königin des Dschungels (Sheena)
- 1994: China Moon

### Fernsehen
- 1965: Geheimauftrag für John Drake (Danger Man)
- 1968: Der Mann mit dem Koffer (Man in a Suitcase)
- 1971: Jason King
- 1971: Die 2 (The Persuaders!)
- 1975: Task Force Police (Softly, Softly: Taskforce)
- 1975–1976: Mondbasis Alpha 1 (Space: 1999)
- 1978: Die Profis (The Professionals)
- 1981: Die kleinen und die feinen Leute (The Other 'Arf)
- 1991: Raumschiff Enterprise – Das nächste Jahrhundert (Star Trek: The Next Generation)